# Reginald van Sidon
Reginald Grenier, heer van Sidon (c.1130 - 1202), (ook wel Renaud of Reinoud) was heer van Sidon en een belangrijk edelman in het tijdperk van het koninkrijk Jeruzalem.
Reginald was een zoon van Gerard van Sidon en Agnes van Bures, en kleinzoon van Eustatius I Grenier, konstabel van Jeruzalem. Reginald was present bij de Slag bij Montgisard in 1177, echter bij de Slag bij Jakobs Voorde in 1179 kwam Reginald te laat met zijn cavalerie en had een hoop levens kunnen redden als hij op tijd geweest was. Vervolgens ontstonden er strubbelingen rond de troonopvolging na de dood van Boudewijn IV van Jeruzalem, Reginald schaarde zich achter de alliantie van Raymond III van Tripoli, die er niets in zag om Guy van Lusignan als koning te dulden. Als het koninkrijk Jeruzalem een enorme nederlaag lijdt bij de Slag bij Hattin lijkt de ondergang van de christenen in het Heilige land een feit. Reginald weet met enkele edelen te ontsnappen aan de nederlaag en te vluchten naar Tyre. Vervolgens lijkt Reginald de leiding op zich te nemen tijdens het Beleg van Tyrus (1187), maar Koenraad van Montferato wil niet toestaan dat Salain de stad inneemt, waarna Reginald zich terugtrekt naar zijn kasteel Beaufort. Daar wordt hij in 1189 gevangengenomen door Saladin, en op 22 april 1190 wordt hij vrijgelaten. Reginald neemt deel aan de Derde Kruistocht en houdt zich ook bezig met hofkwesties, ook spreekt hij vloeiend Arabisch waardoor hij als tussenpersoon fungeerde voor koning Richard en Saladin tijdens hun onderhandelingen.

## Huwelijk en kinderen
Reginald huwde in 1170 eerst met Agnes van Courtenay, de ex-vrouw van koning Amalrik I van Jeruzalem, en vervolgens huwde hij na zijn gevangenschap in 1190 met Helvide van Ibelin, een dochter van Balian van Ibelin en Maria Comnena. Zijn vrouw scheelde qua leeftijd veertig jaar (Helvide was vermoedelijk geboren rond 1178), hij had drie kinderen volgens het kroniekwerk Lignages d'Outremer met Helvide, maar sommige genealogische bevindingen suggereren dat twee dochters van zijn eerste vrouw Agnes waren.
- Agnes (jr.), huwde met Raoul (Ralph) de Saint-Omer van Tiberias, seneschalk van Jeruzalem (stiefzoon van Raymond III van Tripoli).
- Fenie (Euphemia), huwde met Eudes (Odo) de Saint-Omer van Tiberias, konstabel van Tripoli, heer van Gogulat (stiefzoon van Raymond III van Tripoli, brother of Raoul).
- Balian, huwde met Margaret van Brienne, en volgde Reginald in Sidon op in 1202